# N21 (Guinea)
Die N21 ist eine Fernstraße in Guinea, die in Tanene an der Ausfahrt der N3 beginnt und in Bouramaya an der Zufahrt zur N24 endet. Sie ist 161 Kilometer lang.